# Sónyi Hugó
Vitéz Sónyi Hugó, született Solarcz Hugó (Wolkersdorf im Weinviertel, 1883. március 2. – Ratingen, 1958. június 7.) magyar honvédtiszt, gyalogsági tábornok, a Magyar Királyi Honvédség főparancsnoka, magyar királyi titkos tanácsos, a Felsőház tagja és a Vitézi rend főkapitánya.

## Élete
Sónyi Hugó 1883. március 2-án született Wolkersdorfban. Eredeti neve Solarcz volt, a nevét 1934-ben változtatta Sónyira.
1897-ben  kezdte meg katonai tanulmányait a budapesti hadapródiskolában. 1900-ban felavatták, majd megkezdte szolgálatát a cs. és kir. 4. bosnyák ezrednél. A bécsújhelyi Theresianum Katonai Akadémia elvégzése után 1906–1909 között elvégezte a cs. és kir. hadiiskolát Bécsben. Ezt követően vezérkari tiszt lett, és a zágrábi XIII. hadtest vezérkari testületének tagjaként vonult be a háborúba. Az első világháború idején a szerb és az olasz harctéren, majd Albániában és Macedóniában teljesített szolgálatot.
A Tanácsköztársaság alatt a 29. dandár parancsnoka volt a csehek elleni győzelmes hadjáratban. A forradalmak leverése és a honvédség újjászervezése után a Honvédelmi Minisztériumba rendelték be, ahol az elnöki osztályt vezette 1925–1929 között. 1927. november 1-jén tábornokká nevezték ki. 1929. november 1-től egészen 1933. május 1-jéig az 1. vegyesdandár gyalogsági parancsnoka, később pedig közigazgatási vezetője és Budapest városparancsnoka volt. 1934. május 1-jén kinevezték a 7. vegyesdandár parancsnokává.
1936 szeptemberétől 1940 márciusáig a Magyar Királyi Honvédség főparancsnoka volt, innen helyezték nyugállományba. Nevéhez fűződik a Honvédség erőteljes fejlesztése (pl. a Huba hadrend kidolgozása), valamint a Felvidék és Kárpátalja visszafoglalása. Szolgálataiért megkapta a Magyar Érdemrend nagykeresztjét és a Magyar Koronás Nagy Aranyérmet. 1935−1939 között a Felsőháznak is tagja volt, továbbá 1938. október 22-én királyi titkos tanácsosi címet kapott.
1944-ben Nyugat-Németországba távozott. Az emigrációban élő Horthy Miklós volt kormányzó, a Vitézi rend alapítója és első főkapitánya 1956. május 7-én Sónyit nevezte ki a rend főkapitány-helyettesévé, és kijelölte saját utódjává. Horthy halálával, 1957. február 9-én Sónyi lett a rend második főkapitánya. Ekkor már beteg volt, és 1958. június 7-én németországi emigrációjában elhunyt. Utódja a főkapitányi székben József főherceg, korábbi kormányzó lett, helyettese kisbarnaki Farkas Ferenc egykori tábornok.

## Kitüntetések és tisztségei
- Szent Sylvester lovag nagykeresztje (1939. május 1.)[4]
- A Vitézi rend főkapitánya (1956-1958)[5][6]